# Świątynia Ateny Nike
Świątynia Ateny Nike (Św. Nike Apteros, Św. Nike Bezskrzydłej, Św. Nike) – niewielka świątynia (amfiprostylos) w typie attycko-jońskiego tetrastylosu na Akropolu, na prawo od Propylejów, w południowo-zachodniej części wzgórza. Świątynię postawiono w V w. p.n.e., choć jej zalążki sięgają okresu archaicznego. Projektantem był prawdopodobnie Kallikrates. Oddawano tam kult Atenie Zwycięskiej. Najlepiej zachowana świątynia jońska, trzykrotnie rekonstruowana.

## Nazwa

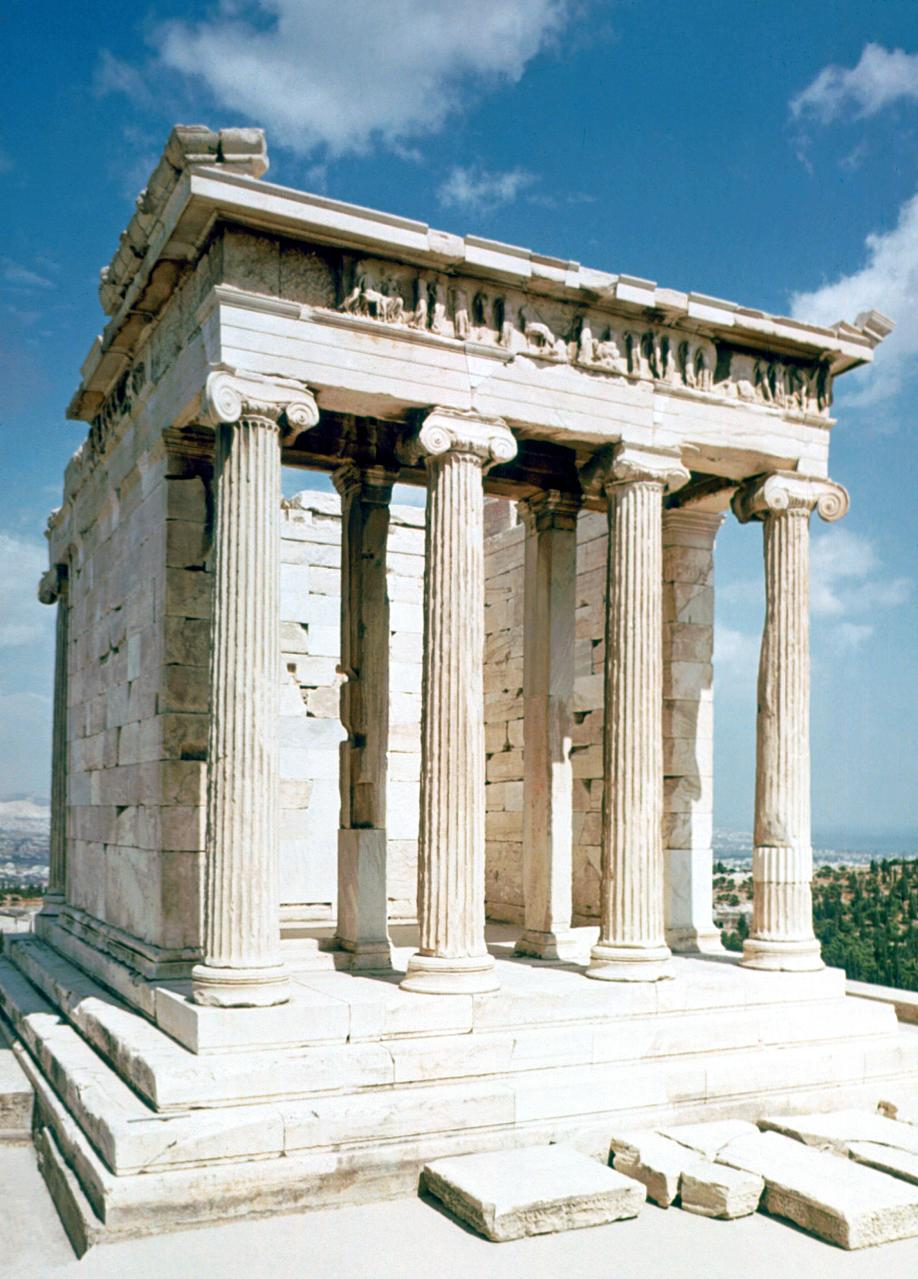
Świątynia Ateny Nike przed renowacją

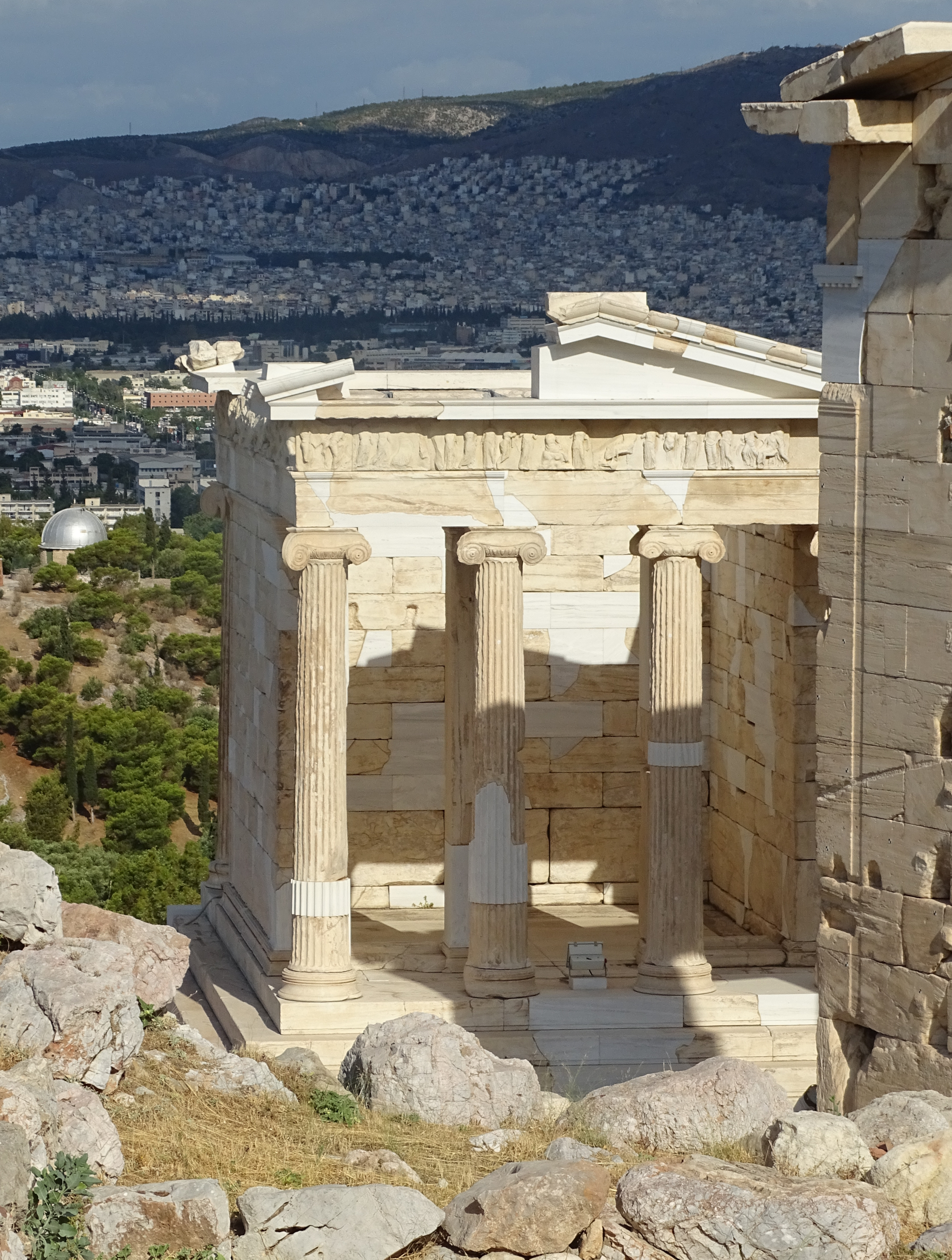
Świątynia Ateny Nike po gruntownej rekonstrukcji

Określenie "Nike" w Atenach nie było imieniem osobnej bogini, lecz funkcjonowało jedynie jako przydomek Ateny. Pierwotnie świątynię poświęcono Atenie Nike, czyli Atenie Zwycięskiej. Z czasem posąg znajdujący się w przybytku zaczęto nazywać Nike Apteros, czyli Nike Bezskrzydłą, by odróżnić go od innych posągów Nike, stojących na Akropolu. Według legendy Ateńczycy oderwali bogini skrzydła, aby pozostała na zawsze w mieście.

## Historia

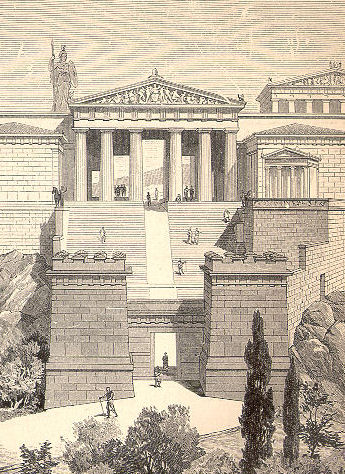
Propyleje i świątynia Ateny Nike – rekonstrukcja

### Okres archaiczny
W miejscu, gdzie postawiono świątynię, pierwotnie znajdował się dawny bastion mykeński (XIII w. p.n.e.). Ok. 550 r. p.n.e. oddawano tam kult Atenie Zwycięskiej. Za czasów Pizystrata wzniesiono skromne sanktuarium, które zburzono w 480 r. p.n.e. podczas oblężenia przez Persów.

### Okres klasyczny
Odbudowa zaczęła się w 478 r. p.n.e. od postawienia nowego ołtarza. W 448 r. p.n.e. cypel, na którym stała świątynia, obudowano porosem. Wkrótce prace wstrzymano, a cały wysiłek budowlany przerzucono na Partenon i Propyleje. W 445 r. p.n.e. taras świątynny obniżono do poziomu Propylejów i pokryto płytami. Ok. 432 r. p.n.e. prace wznowiono. Budowę samej świątyni zakończono w roku 421 p.n.e., prace zdobnicze trwały jeszcze do 413 r. p.n.e.

### Okres nowożytny
W XIV w. Nerio I Accioiuoli, władca Księstwa Aten, wykorzystując część Propylejów i część św. Nike, wybudował wysoką, kwadratową wieżę zwaną Wieżą Franków. Wieża ta stanęła obok pałacu w stylu włoskim, w który przekształcone zostały Propyleje.
W XVIII w., z powodu budowy przez Turków bastionu na Akropolu, świątynię całkowicie rozebrano. Odbudowano ją w 1835 r. przy użyciu oryginalnych elementów i materiałów. W latach 1936–1940 dokonano gruntownej naprawy fundamentów, przy okazji ponownie rozbierając i dokładniej niż poprzednio rekonstruując samą świątynię.
Renowację świątyni przeprowadzono ponownie w latach 2000–2010, w sposób najdokładniejszy w jej historii, aby naprawić błędy poprzednich konserwacji. Wykorzystano oryginalne fragmenty przez zastosowanie anastylozy będącej metodą konserwacji zabytków. Do uzupełnienia ubytków użyto białego marmuru pentelickiego, pochodzącego z tego samego źródła co w starożytności. Nowością w skali światowej było zastosowanie nieinwazyjnego lasera do czyszczenia marmuru z wielowiekowych zabrudzeń.

## Bryła świątyni

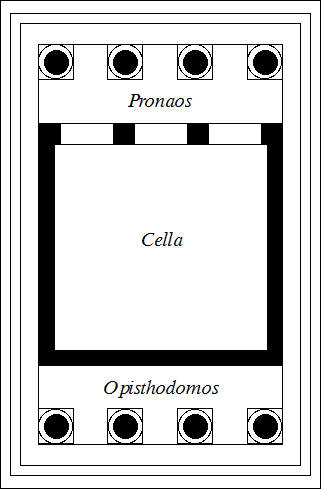
Plan świątyni

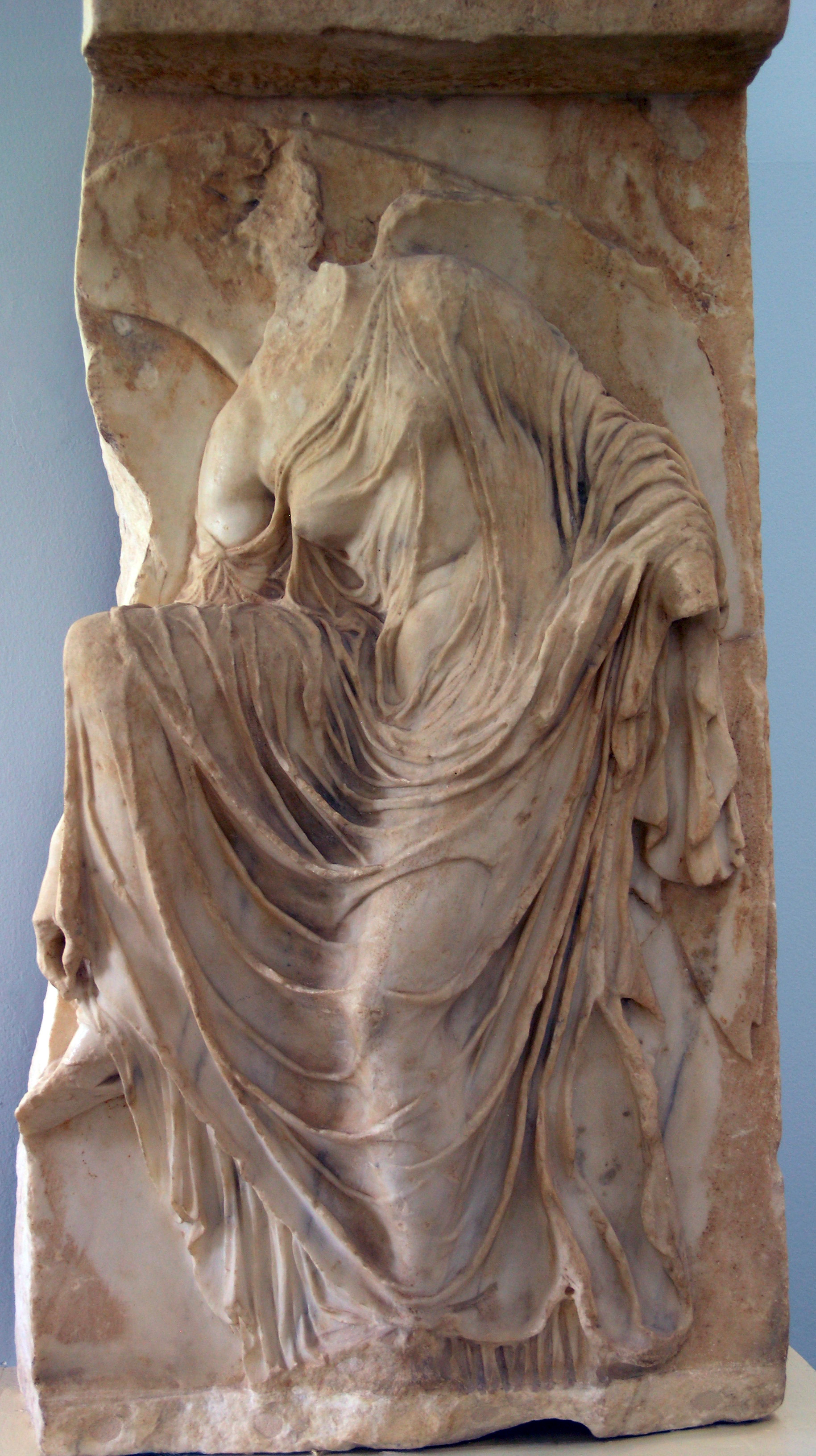
Nike rozwiązująca sandał

Wejście na taras świątyni (pyrgos) stanowiły małe schody po prawej stronie Propylejów. Górna część pyrgosu była zdobiona i stanowiła miejsce zawieszania wotów. W fundamentach od strony Propylejów umieszczono dwie nisze wotywne.

Świątynię wybudowano z marmuru pentelickiego. Zaprojektował ją jeden z architektów Peryklesa, zapewne Kallikrates, w porządku attycko-jońskim jako czterokolumnowy amfiprostylos (tetrastylos). Posiada trzystopniową marmurową krepidomę. Odległości między kolumnami były jednakowe, co było charakterystyczne dla małych świątyń. Stylobat ma wymiary 8,27 × 5,64 m, cella natomiast 3,26 × 4,19 m. Wejście do celli, zamykane drzwiami, znajdowało się pomiędzy dwoma filarami. Przestrzeń między filarami a ścianami bocznymi chroniły metalowe kraty. Świątynię krył dwuspadowy dach.

## Zdobienia

### Posąg bogini
W celli znajdował się posąg Ateny Nike. Pierwotny posąg z czasów archaicznych spłonął w 480 r. p.n.e., jednak po odbudowaniu świątyni, został odtworzony. Bogini trzymała w prawej ręce owoc granatu, natomiast w lewej – hełm.

### Fryz
Ponad architrawem umieszczono fryz ciągły. Na podstawie techniki i stylu szat, jego powstanie datuje się na rok ok. 421 p.n.e. Reliefy zachowały się w złym stanie, dlatego ich interpretacja pozostaje niepewna. Relief centralny (wschodni) we frontonie świątyni przedstawia zebranie bogów, przyglądającym się wojnie (m.in. Atenę, Zeusa, Posejdona, Afrodytę, Ganimedesa). Reliefy południowy i zachodni opowiadały o walkach z Persami (przy czym południowy prawdopodobnie o bitwie pod Platejami). Płaskorzeźby północnej elewacji dotyczą bliżej nie sprecyzowanego konfliktu bądź z Persami, bądź wewnątrzgreckiego.

### Balustrada
Od strony urwiska plac świątynny otoczony był balustradą, podtrzymującą kratę, ozdobioną reliefami z wyobrażeniami Nike. Reliefy znajdowały się po zewnętrznej stronie balustrady i ustawione zostały ku czci zwycięstwa Alkibiadesa nad Spartanami. Tematem było składanie ofiary dziękczynnej oraz przemarsz z trofeami. Najsłynniejszą płaskorzeźbą tego cyklu jest przedstawienie Nike rozwiązującej sandał (obecnie w Muzeum Akropolis w Atenach).
Autorstwo dzieł nie jest jasne. Przyjmuje się, iż w pracach nad nim brało udział kilku rzeźbiarzy. Najczęściej wymienia się Alkamenesa, Kallimachosa i Pajonisa.

### Posąg Hekate
Przy schodach na pyrgos stał posąg bogini Hekate Epipyrgida (Hekate-strażniczki) dłuta Alkamenesa. Rzeźbę ustawiono po 432 r. p.n.e. Pewne pojęcie o jej wyglądzie daje kopia, znajdująca się w Wiedniu. Była to potrójna herma, wzbogacona w dolnej części trzema tańczącymi Charytami. Charakteryzuje ją celowa archaizacja przedstawienia i hieratyczny uśmiech.